# Why I Love You
Singles par Jay-Z
Niggas in Paris
(2011) Gotta Have It
(2011)
Singles par Kanye West
Niggas in Paris
(2011) Gotta Have It
(2011)
Singles par Mr Hudson
Love Never Dies (Back for the First Time)
(2011)
Why I Love You est une chanson de Jay-Z et Kanye West, en duo avec Mr Hudson, extraite de leur album commun Watch the Throne.

## Pochette
La pochette du single est la même que celle de Niggas in Paris et reprend le drapeau français avec inscrit jay-z kanye west dans le bleu, why I love you dans le blanc et enfin watch the throne dans le rouge.

## Sample
Why I Love You reprend un sample de I Love U So du groupe français Cassius, lui-même basé sur un échantillon vocal de I Feel a Song (In My Heart) de Sandra Richardson.

## Classements
| Classement (2011)              | Meilleure position |
| ------------------------------ | ------------------ |
| France (SNEP)                  | 56                 |
| Suisse (Schweizer Hitparade)   | 52                 |
| Royaume-Uni (UK Singles Chart) | 139                |